# Querida (revista)

Capa da Querida (1956).

Querida foi uma revista feminina brasileira que circulou entre 1954 a 1968.

## História
Publicada pela Rio Gráfica Editora, pertencente ao Grupo Globo, sua periodicidade foi quinzenal até 1966 quando então mais dois exemplares anuais foram acrescentados.

## Perfil
Voltada para o público feminino de classe média, trazia em seu conteúdo seções sobre casa, cozinha, moda, beleza e ainda sobre cinema, livros, balé, teatro, além de espaço para horóscopo e cartas.
Na década de 1950 foi a mais popular publicação do seu gênero.